# Distrito de Arcachón
El distrito de Arcachon es un distrito francés, en el departamento de Gironda y la región de Nueva Aquitania.
Fue creado por el decreto 2006-1538 de 6 de diciembre de 2006, que entró en vigor el 1 de enero de 2007. 
El nuevo distrito se creó por desmembramiento del de Burdeos. 

## Cantones y comunas
- Cantón de Arcachon
  - Arcachón

- Cantón de Audenge
  - Andernos-les-Bains
  - Arès
  - Audenge
  - Biganos
  - Lanton
  - Lège-Cap-Ferret
  - Mios
  - Marcheprime

- Cantón de Belin-Béliet
  - Le Barp
  - Belin-Béliet
  - Lugos
  - Saint-Magne
  - Salles

- Cantón de La Teste-de-Buch
  - Gujan-Mestras
  - Le Teich
  - La Teste-de-Buch